# Paul Gibbert

Paul Gibbert (vor 1933)

Paul Gibbert (* 26. November 1898 in Moselkern; † 30. Dezember 1967 ebenda) war ein deutscher Landwirtschaftsfunktionär und Politiker (Zentrum, CDU).

## Leben und Beruf
Paul Gibbert war ein Sohn des Lehrers Josef Gibbert und dessen Ehefrau Katharina geb. Nalbach aus Moselkern. Nach dem Abitur 1916 am Friedrich-Wilhelm-Gymnasium in Trier nahm Gibbert bis 1918 am Ersten Weltkrieg teil. Von 1919 bis 1923 absolvierte er ein Studium der Nationalökonomie an der Universität zu Köln, das er als Diplom-Volkswirt abschloss. 1919 wurde er Mitglied der katholischen Studentenverbindung K.D.St.V. Rheinland Köln. Nach Ende seines Studiums übernahm er den elterlichen Mischbetrieb und arbeitete dort als Landwirt und Winzer.
Seit 1925 war Gibbert Mitglied der Deutschen Zentrumspartei. 1929 wurde er in den Gemeinderat von Moselkern und den Kreistag des damaligen Landkreises Cochem gewählt. Seit der Reichstagswahl im Juli 1932 war er als Vertreter des Zentrums Mitglied des deutschen Reichstages für den Wahlkreis 21 (Koblenz-Trier). Jedoch verlor er 1933 alle politischen Ämter. Vom 23. bis 27. August 1944 wurde er vorübergehend von der Gestapo verhaftet und im Polizeigefängnis in Cochem bei einer Untersuchung für KZ-haftfähig befunden.
Nach Ende des Zweiten Weltkriegs beteiligte er sich an der Gründung der CDU in Rheinland-Pfalz und am Wiederaufbau der bäuerlichen Selbstverwaltung. Von 1946 bis zu seinem Tode war er Präsident der Landwirtschaftskammer Rheinland-Nassau. Parallel dazu war er auch zeitweise Vizepräsident des Deutschen Weinbauverbandes sowie Mitglied des Präsidiums im Bauern- und Winzerverband Rheinland-Nassau.
Gibbert war von 1946 bis 1947 Mitglied der Beratenden Landesversammlung und danach bis 1951 Landtagsabgeordneter des Rheinland-Pfälzischen Landtages. Er gehörte dem Deutschen Bundestag seit dessen erster Wahl 1949 bis zu seinem Tode an. Dort vertrat er, stets direkt gewählt, den Wahlkreis Cochem. Er gilt als einer der Initiatoren des Weinwirtschaftsgesetzes.

## Familie
Paul Gibbert war seit 1926 mit Luzia Gibbert geb. Pitsch verheiratet und hatte mit ihr 2 Töchter und drei Söhne.

## Ehrungen
- Goldene Kammerplakette
- Ehrenschild des Kreises Cochem
- Goldene Ehrennadel des Bauern- und Winzerverbandes Rheinland-Nassau
- 1959: Großes Verdienstkreuz der Bundesrepublik Deutschland